# فانتاستك مستر فوكس
السيد فوكس المدهش هي رواية للأطفال كتبها المؤلف البريطاني رولد دال. نُشرت الرواية في عام 1970 من قبل جورج ألين وأونوين في المملكة المتحدة وألفريد أ. كنوبف في الولايات المتحدة مع رسوم توضيحية من دونالد شافين. ظهرت أول طبعة من دار يو كي بَفن سنة 1974 برسومات جِل بينيت. ثم ظهرت الإصدارات اللاحقة برسومات توني روس (1988) وكوينتين بليك (1996). تدور القصة حول السيد فوكس وكيف يتفوق على جيرانه المزارعين لسرقة طعامهم تحت أسماعهم وأبصارهم. وقد حُوّل العمل إلى فلم في عام 2009 من إخراج ويس أندرسون.
أصدر كتابان صوتيان للرواية، أحدهما بصوت المؤلف نفسه (ردمك 0-060-53627-6) وآخر بصوت مارتن جارفيس (ردمك 0-141-80787-3).

## ملخص القصة
تتمحور القصة حول شخصية ثعلب داهية يدعى السيد فوكس (بالعربية: ثعلب)، يسكن في منزله تحت الأرض بجوار شجرة كبيرة مع زوجته وأطفاله الأربعة بجوار ثلاث مزارع يمتلكها ثلاثة مزارعين أشرار وبلداء هم بوغِس وبَنص وبين، ومن أجل إطعام عائلته فقد اعتاد السيد فوكس على الإغارة ليلا على هذه المزارع وسرقة ما يطيب له من المواشي والدواجن. وبعدما ضاق المزارعون ذرعا بالسيد فوكس وهو ينال منهم يوما تلو آخر قرر الثلاثة أخيرا أن يتعاونوا معا ونصبوا له كمينا، غير أن كل ما نالوه كان ذيل السيد فوكس فقط.
بعد تلك الخيبة قام المزارعون الثلاثة بقلب الأرض حول الشجرة الكبيرة رأسا على عقب وحفرها ونقبها بالجرافات، وعلى الرغم من أن هذا أدى إلى تدمير منزل السيد فوكس فعلا إلا أنه وعائلته تمكنوا بالفعل من تأمين أنفسهم عن طريق الحفر إلى باطن الأرض. ولم يثن المزارعين الثلاثة ما تلقوه من السخرية والضحك من رفاقهم عن عزمهم على النيل من السيد فوكس وتعاهدوا على ألا يعودوا إلى مزارعهم إلا وقد نالوا منه بالفعل، وضربوا عقب ذلك حصارا خانقا على جحر السيد فوكس بنية القبض عليه عندما يجبره الجوع على الخروج بحثا عن الطعام. وسرعان ما يبدأ السيد فوكس وعائلته ومجموعة من الرفاق الآخرين من الحيوانات الصغيرة التي تسكن تحت الأرض بالتضور جوعا.
وبعد مرور ثلاثة أيام يقوم السيد فوكس باقتراح خطة للحصول على الطعام: عن طريق تذكره للطرق التي كان السيد فوكس يسلكها على سطح الأرض للسطو على مزارع جيرانه، يقوم بقيادة عملية حفر هو وأطفاله الأربعة تفضي بهم بنجاح إلى أحد أقنية دجاج بوغِس الأربعة، حيث يقتل عدة دجاجات يرسلها مع ابنه الأكبر إلى زوجته السيدة فوكس. يلتقي السيد فوكس في طريقه إلى هدفه التالي بصديقه العزيز القندس بادجر، فيحثّه على الانضمام إليه في مهمته ويدعوه هو وبقية الرفاق المختئبين تحت الأرض (بادجر وعائلته بالإضافة إلى حيوانات الخلد والأرانب وبنات عرس) إلى وليمة كبيرة تكقيرا عن ذنبه بتهييج المزارعين عليهم. وبمساعدة بادجر ينجح الحيوانات في حفر خندق يوصلهم إلى مخزن بَنص العملاق للحوم البط والإوز والبقر والخنزير والبيكن بالإضافة إلى الجزر طبعا (حيث إن الخضراوات ضرورية للأرانب كما علق أحد الثعالب الصغار) ثم بعد الانتهاء منه ينتقلون إلى الإغارة على قبو بين السري لتصنيع وتخزين الخمور، حيث يوشكون أن يُقبض عليهم من قبل مابل معاونة بين، ثم يضطرون بعدها إلى مواجهة أحد الخصوم القدامى من الحيوانات والذي بات يسكن في القبو منذ مدة: رات (جرذ بالعربية). ثم يعودون إلى الجحر العميق أخيرا بغنيمتهم الثقيلة بعد نجاحهم في تجاوز كل تلك العقبات ليقيموا الوليمة الكبيرة للرفاق الجائعين.
وعلى مائدة العشاء يدعو السيد فوكس جميع رفاقه إلى الانضمام إليه في منزلهم الجديد عميقا تحت الأرض، حيث يتكفل هو بتأمين الطعام لهم ويكفيهم شرّ المزارعين الثلاثة على السطح. ويهلل رفاق فوكس لاقتراحه في حماس، فيما بوغِس وبَنص وبين لابثون في الأعلى وهم ينتظرون فوكس حتى يخرج من مخبئه. ويختم الكاتب لنا قصته بقوله: «وحسب علمي، ما زالوا ينتظرون حتى الآن».

## الجوائز
في عام 1994، حصلت رواية السيد فوكس المدهش على جائزة Read Aloud BILBY من مجلس كتاب الأطفال الأسترالي. 

## الأعمال الفنية المقتبسة

### أفلام
حُوّلت الرواية سنة 2009 إلى فلم من إخراج ويس أندرسون بأداء صوتي من قبل جورج كلوني لدور السيد فوكس، وميريل ستريب للسيدة فوكس، وبيل موراي لبادجر، وروبرت هورلستون لبوغيز، وهوغو غينيس لبانس، ومايكل جامبون لدور بين. تركز حبكة الفلم أكثر على التزام فوكس نحو زوجته وابنه واعتبار هذا الالتزام حائلا من رغبته بالسطو على دواجن جيرانهم المزارعين باعتبار ذلك طبيعته التي يجد صعوبة في التخلي عنها. ويحتوي الفلم على مقاطع عدة إضافية تسبق سطوه على مزارع جيرانه ومقاطع أخرى بعد تدمير جحورهم قرب الشجرة، عدا عن نهاية محورة قليلا وإطلالة إضافية على حياة فوكس السابقة كلصّ طعام. استبدل الفلم بأطفال فوكس الأربعة ابنه آش (الذي يعاني على طول الفلم من اهتزاز ثقته بنفسه ويسعى إلى انتزاع الإعجاب من أبيه بأية طريقة) وابن أخيه كريستوفرسون الذي يغار منه آش بسبب تألقه في مواهبه الرياضية.

### أعمال مسرحية
تم تحويل الرواية إلى مسرحية تحمل نفس الاسم من قبل ديفيد وود عُرضت لأول مرة في مسرح بلغراد في كوفنتري في عام 2001. المسرحية مرخصة (في المملكة المتحدة فقط) بواسطة Casarotto Ramsay Ltd للعروض المسرحية و Samuel French Ltd لعروض الهواة. 

### أعمال أوبرالية
قام توبياس بيكر بتكييف الكتاب إلى أوبرا (التكيف الوحيد مع الأصول في الولايات المتحدة) كان العرض العالمي الأول لها في أوبرا لوس أنجلوس في الفترة من 9 إلى 22 ديسمبر في عام 1998.  قام بدور البطولة في الأوبرا جيرالد فينلي لاعبا دور السيد فوكس فيما قامت سوزانا جوزمان بلعب دور السيدة فوكس.  تم أداء نسخة جديدة بتكليف خاص من هذه الأوبرا من أوبرا هولاند بارك في حدائق هولاند بارك في صيف عام 2010 والذي نظمه ستيفن بارلو. قام بدور البطولة في هذا الإصدار جرانت دويل لاعبا دور السيد فوكس بينما لعبت أوليفيا راي دور السيدة فوكس، فيما لعب هنري جرانت كيرسويل وبيتر كينت وجون لوفتهاوس (على التوالي) أدوار المزارعين بوغيس وبَنص وبين. 

## روابط خارجية
- فانتاستك مستر فوكس على موقع الموسوعة البريطانية (الإنجليزية)